# Universitatea Martin Luther din Halle-Wittenberg
Universitatea din Halle-Wittenberg (germană: „Martin-Luther-Universität Halle-Wittenberg”,  de asemenea abreviat MLU) este o universitate bazată pe cercetare în orașul Halle din Saxonia-Anhalt, Germania. Universitatea oferă cursuri în germană și engleză în domenii ca licență în artă, doctorat și abilitare.